# De Vijverberg
Le De Vijverberg est un stade de football situé à Doetinchem aux Pays-Bas. Sa capacité d'accueil est de 12 600 personnes. 
Il accueille les rencontres à domicile du club De Graafschap Doetinchem.

## Utilisations
Le stade accueille les rencontres à domicile du club De Graafschap Doetinchem.

## Événements
- Coupe du monde de football des moins de 20 ans 2005
- Championnat d'Europe de football féminin 2017

## Galerie

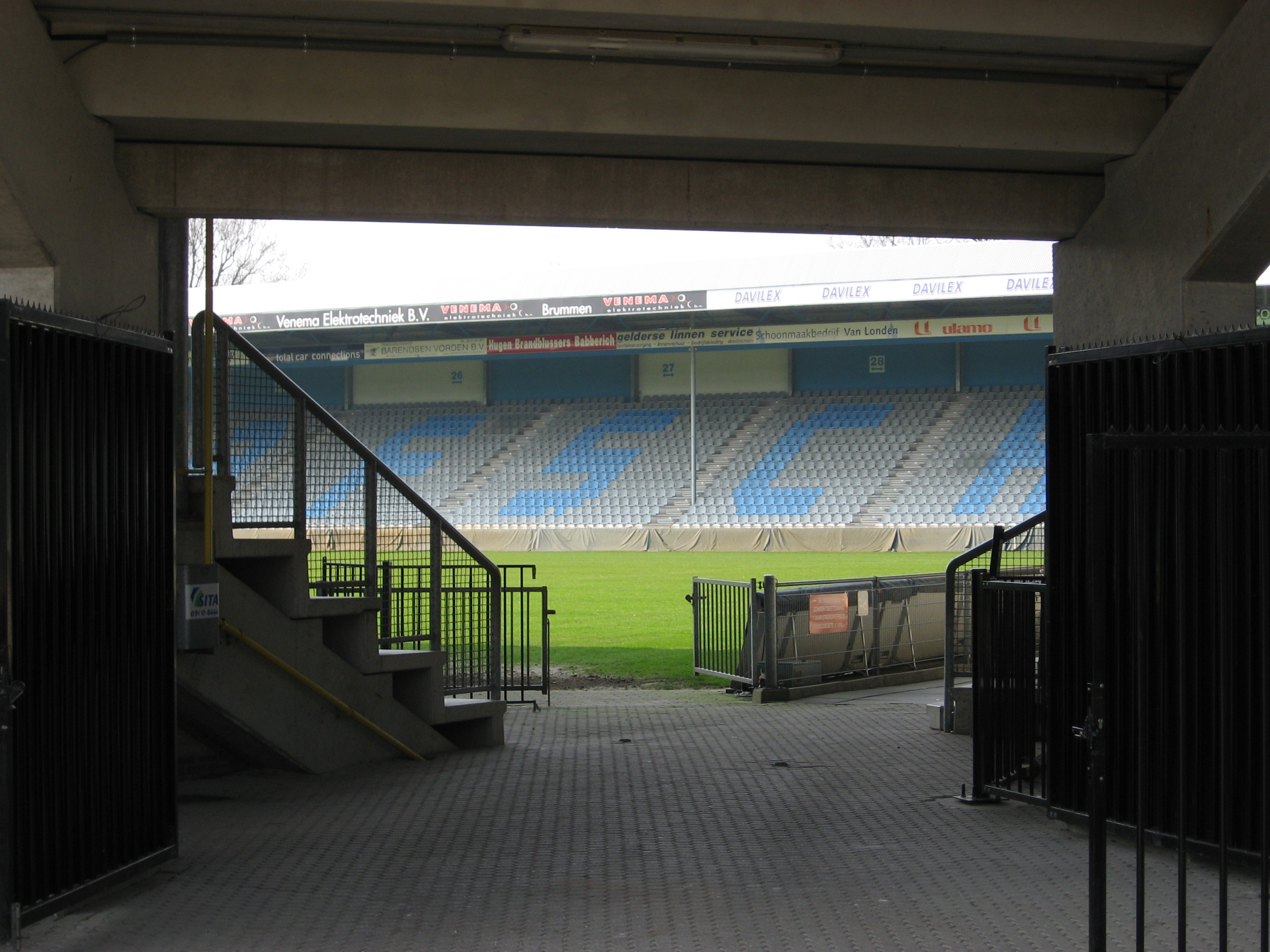